# Dirk Oudes
Dirk Oudes (Alkmaar, 29 juni 1895 - aldaar, 5 maart 1969) was een Nederlandse klokkenmaker en kunstschilder. Hij is de vader van de tekenaar Jaap Oudes.

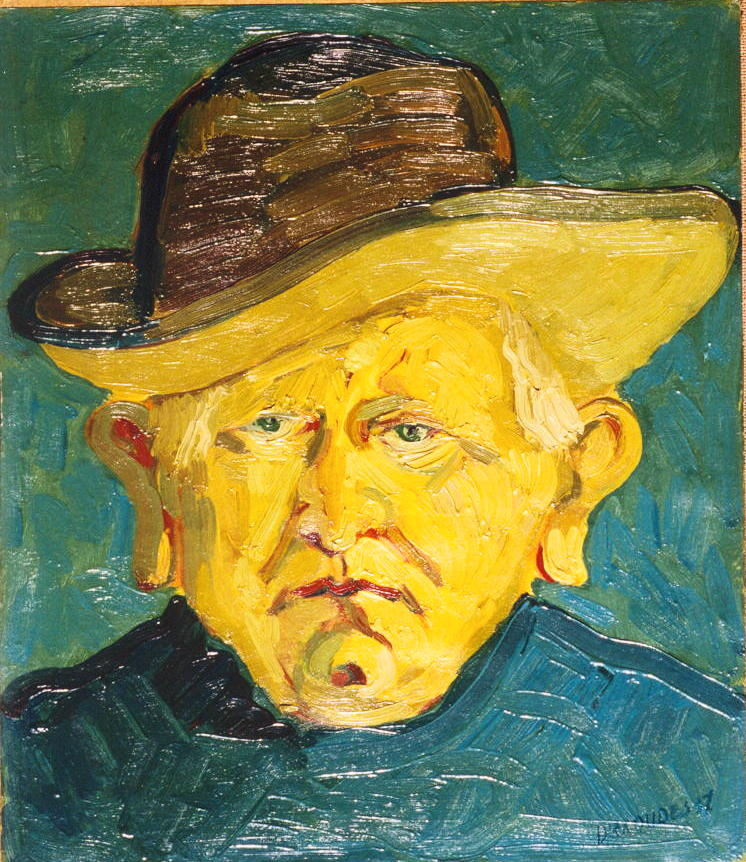
Zelfportret met hoed

## Levensloop
Al op jonge leeftijd werd Dirk Oudes betrokken bij de zaken van zijn vader Jacob Oudes, die juwelier en handelaar in antiek was. Hier leerde hij het vak van klokkenmaker.
Ten tijde van de Eerste Wereldoorlog werd Dirk in de loop van 1914 opgeroepen voor militaire dienst.
Dirk Oudes opende in 1923 in de Langestraat zijn zaak in gouden en zilveren sieraden. In datzelfde jaar trouwde hij met Aal de Boer (1902). Op 1 februari 1926 werd zoon Jaap geboren.
In 1927 kochten Dirk en Aal een huis aan de rand van Alkmaar op het grondgebied van de gemeente Oudorp.
Op 15 augustus 1927 verliet hij het pand aan de Langestraat 18 om het te verhuren aan zijn broer Gerrit. Dirk ging zich vervolgens toeleggen op het opkopen van antiek, goud en zilver, alsmede het repareren van klokken.
Door de handel in antiek, goud en zilver kwam hij als vanzelfsprekend ook in aanraking met de beeldende kunst.
De kuiper/kunstschilder Koos Stikvoort (1891-1975) en de klokkenmaker/kunstschilder Jan Plas (1888), hebben hem geholpen bij zijn eerste schreden als beeldend kunstenaar. Hij werd op voorspraak van Koos Stikvoort en Jan Plas lid van de kunstenaarsvereniging “Kunst zij ons doel”. In 1936 hebben Koos Stikvoort, Hein Heertjes, Dirk Oudes en enkele anderen zich losgemaakt van “Kunst zij ons doel” en de kunstenaars vereniging “Doorwerken” opgericht.
Om vaardigheid in het tekenen en schilderen op te doen begon Dirk met het kopiëren van oude Vlaamse meesters. Maar na enige tijd komt de invloed van Koos Stikvoort meer naar voren. Dit duurt maar kort, want al snel wordt Vincent van Gogh zijn grote voorbeeld en gaat Dirk meer in de stijl van Van Gogh schilderen. Vanaf 1939 neemt de invloed van Van Gogh weer af en komen er meer en meer expressionistische invloeden in zijn werken. Hij schaarde zich onder de “Modernen” van die tijd.
De Duitse kunstschilder Erwin Bowien (1899-1972), die van 1933 tot 1942 in Egmond woonde en werkte, bracht hem techniek bij van het op moderne wijze werken met kleur en het mengen van kleuren.
De Franse kunstenaar André Bauchant was een groot bewonderaar van Dirk Oudes en zorgde er in 1939 voor dat de Parijse Galerie Jeanne Bucher aandacht besteedde aan het werk van Dirk Oudes.

## Schilderstijl
Het werk van Dirk Oudes wordt gerekend tot de kunststroming het expressionisme.

## Musea
Werk van Dirk Oudes bevindt zich in het
- Stedelijk Museum Alkmaar
- Museum Kranenburgh in Bergen (NH)
- Museum De Wieger in Deurne
- Collectie Provincie Noord-Holland

## Tentoonstellingen
- 1937 Wico studio in Alkmaar. Groepstentoonstelling van Vereniging Doorwerken
- 1938 Toonzaal De Rover in Alkmaar
- 1940 Galerie Legat & Mainz in Den Haag
- 1941 Kunstliefde in Utrecht
- 1946 Kunsthuis De Karper in Hengelo. Groepstentoonstelling met onder meer Germ de Jong, Jan Sluijters, Dirk Filarski en Constant Nieuwenhuis
- 1948 Kunstenaars Centrum Bergen (KCB), samen met Piet Stenneberg
- 1954 Kunsthandel Leffelaar in Haarlem
- 1954 Vereniging kunstliefde in Utrecht
- 1955 Rijksmuseum Amsterdam. Lustrum tentoonstelling van De Keerkring. Groepstentoonstelling met onder meer Corneille, de Kimpe, Sluijters en Benner
- 1955 Kunsthandel Leffelaar in Haarlem. Groepstentoonstelling met Anni Apol en Marijcke Visser
- 1960 Kunsthandel Felison IJmuiden. Gezamenlijk met zoon Jaap Oudes
- 1965 Kunstenaars Centrum Bergen. Groepstentoonstelling
- 1968 kunstenaars Centrum Bergen. Eenmanstentoonstelling

Tentoonstellingen gehouden na het overlijden van Dirk Oudes
- 1972 Westfries Museum Hoorn. Groepstentoonstelling Noord-Hollandse Naïeven
- 1997 Museum De Wieger, Deurne. Eenmanstentoonstelling
- 1998 Stedelijk Museum Alkmaar. Eenmanstentoonstelling
- 2006 Museum Kranenburgh, Bergen. Eenmanstentoonstelling: Dirk Oudes, volstrekt eigenwijs.